# П'єр Керкгоффс
П'єр Керкгоффс (нід. Pierre Kerkhoffs; 26 березня 1936, Гелен — 19 жовтня 2021) — нідерландський футболіст, що грав на позиції нападника, зокрема за ПСВ та «Лозанну», а також національну збірну Нідерландів.
Чемпіон Нідерландів. Чемпіон Швейцарії.

## Клубна кар'єра
У дорослому футболі дебютував 1959 року виступами за команду «Твенте», в якій провів два сезони, взявши участь у 60 матчах чемпіонату.
Своєю грою за цю команду привернув увагу представників тренерського штабу клубу ПСВ, до складу якого приєднався 1961 року. Відіграв за команду з Ейндговена наступні три сезони своєї ігрової кар'єри. Більшість часу, проведеного у складі ПСВ, був основним гравцем атакувальної ланки команди. У складі ПСВ був одним з головних бомбардирів команди, маючи середню результативність на рівні 0,63 гола за гру першості. В сезоні 1962/63 забив 22 голи в іграх першості, ставши її найкращим бомбардиром і допомігши ейндговенцям стати чемпіонами Нідерландів.
1964 року перейшов до швейцарської «Лозанни», в якій відразу ж став головною ударною силою в лінії нападу. У своєму дебютному сезоні у Швейцарії допоміг команді здобути титул чемпіонів Швейцарії, а сам став найкращим бомбардиром змагання з 19 забитими голами. Того ж року забив шість голів за «Лозанну» у тогорічному розіграші Кубка володарів кубків, розділивши з чехословаками Вацлавом Машеком і Густавом Мразом титул найкращого бомбардира цього змагання. Після семи сезонів, проведених у Лозанні, 1971 року перейшов до «Ксамакса», іншої швейцарської команди, виступами за яку через два роки завершив професійну ігрову кар'єру.

## Виступи за збірну
1960 року дебютував в офіційних матчах у складі національної збірної Нідерландів. Протягом кар'єри у національній команді, яка тривала 6 років, провів у її формі 4 матчі, забивши 2 голи.

## Титули і досягнення

### Командні
- Чемпіон Нідерландів (1):

ПСВ: 1962–1963
- Чемпіон Швейцарії (1):

«Лозанна»: 1964–1965

### Особисті
- Найкращий бомбардир чемпіонату Нідерландів: 1962–1963 (22 голи)
- Найкращий бомбардир Кубка володарів кубків: 1964–1965 (6 голів, разом з Машеком і Мразом)
- Найкращий бомбардир чемпіонату Швейцарії: 1964–1965 (19 голів, разом з Блеттером)